# Ascophanus cinerellus
Ascophanus cinerellus är en svampart som först beskrevs av Petter Adolf Karsten, och fick sitt nu gällande namn av Speg. 1880. Ascophanus cinerellus ingår i släktet Ascophanus och familjen Ascobolaceae.   Inga underarter finns listade i Catalogue of Life.